# Punto de inflexión de Lewis
El punto de inflexión de Lewis es una situación del desarrollo económico en la que el excedente de mano de obra rural es absorbido por completo en el sector manufacturero. Por lo general, esto hace que aumenten los salarios reales agrícolas e industriales no calificados. El término lleva el nombre del economista Arthur Lewis. Poco después del punto de Lewis, una economía requiere políticas de crecimiento equilibradas.
Por lo general, llegar al punto de inflexión de Lewis provoca un aumento en la masa salarial y la distribución funcional que favorece la mano de obra. Sin embargo, en algunos casos, como en Japón entre 1870 y 1920, la productividad de la mano de obra agrícola aumentó significativamente y produjo un excedente de mano de obra, lo que frenó el aumento de los salarios reales.
Según un estudio de Zhang y Yang, China alcanzó el punto de Lewis en 2010; la mano de obra barata en el país ha disminuido rápidamente y los salarios agrícolas reales han aumentado sustancialmente. A pesar de su gran población, a principios de la década de 2010 China enfrentó escasez de mano de obra y los salarios reales casi se duplicaron desde 2003. Un aumento tan rápido de los salarios del trabajo no calificado es un indicador clave para alcanzar el punto de Lewis. Sin embargo, otras revistas como China Economic Review afirman que China no ha alcanzado el punto de Lewis, comparando el efecto del punto Lewis en China con la experiencia japonesa. Un documento del 2013 producido por el Fondo Monetario Internacional predice que el punto Lewis en China "surgirá entre 2020 y 2025".

## Curva de Lewis y automatización
En su libro Tshilidzi Marwala y Evan Hurwitz utilizaron la teoría de Arthur Lewis para comprender la transición de la economía a la Cuarta Revolución Industrial, donde gran parte de la producción de la economía está automatizada por máquinas dotadas de inteligencia artificial. En este sentido, identificaron un punto de equilibrio, es decir, un punto de inflexión de Lewis, donde la automatización del trabajo humano no genera un beneficio económico adicional.